# Кнапек, Мирослав
Мирослав Кнапек (чеш. Miroslav Knapek; род. 3 марта 1955[…], Брно) — чехословацкий гребец, выступавший за сборную Чехословакии по академической гребле в 1972—1986 годах. Победитель и призёр первенств национального значения, участник двух летних Олимпийских игр.

## Биография
Мирослав Кнапек родился 3 марта 1955 года в городе Брно, Чехословакия.
Впервые заявил о себе в академической гребле на международном уровне в сезоне 1972 года, когда вошёл в состав чехословацкой национальной сборной и в зачёте распашных рулевых четвёрок одержал победу на юниорском мировом первенстве в Милане.
В 1975 году на чемпионате мира в Ноттингеме показал 11-й результат в двойках без рулевого.
Благодаря череде удачных выступлений удостоился права защищать честь страны на летних Олимпийских играх 1976 года в Монреале. Вместе с напарником Войтехом Цаской стартовал в программе распашных двоек без рулевого и финишировал в решающем финальном заезде шестым.
В 1977 году в безрульных двойках стал седьмым на чемпионате мира в Амстердаме.
В 1979 году в той же дисциплине показал 11-й результат на чемпионате мира в Дуйсбурге.
Находясь в числе лидеров гребной команды Чехословакии, благополучно прошёл отбор на Олимпийские игры 1980 года в Москве. На сей раз в безрульных двойках вместе с Мирославом Враштилом расположился в итоговом протоколе соревнований на пятой строке.
После московской Олимпиады Кнапек остался действующим спортсменом и продолжил принимать участие в крупнейших международных регатах. Так, в 1982 году он отметился выступлением на чемпионате мира в Люцерне, где в зачёте двоек без рулевого стал девятым.
В 1983 году в той же дисциплине был пятым на чемпионате мира в Дуйсбурге.
На чемпионате мира 1985 года в Хазевинкеле показал седьмой результат в программе безрульных четвёрок.
В 1986 году в восьмёрках закрыл десятку сильнейших на чемпионате мира в Ноттингеме.
Его дочь Мирослава Кнапкова тоже стала известной гребчихой, победительница мировых и европейских первенств, чемпионка Олимпийских игр 2012 года в Лондоне.